# Juscelinomys huanchacae
Juscelinomys huanchacae är en däggdjursart som beskrevs av Emmons 1999. Juscelinomys huanchacae ingår i släktet Juscelinomys, och familjen hamsterartade gnagare. Den är känd från savannen på en yta på höjden 700 m i Serrania Huanchaca, Parque Nacional Noel Kempff Mercado i östra Bolivia. Inga underarter finns listade.

## Utseende
Med en kroppslängd (huvud och bål) av 13,0 till 19,2 cm, en svanslängd av 8,4 till 10,0 cm och en vikt av 61 till 99 g är de vuxna exemplaren medelstora gnagare. Bakfötterna är 2,1 till 2,7 cm långa och öronen är cirka 1,8 cm stora. Pälsen på ovansidan är en blandning av gulbruna hår och hår som är gråa nära roten samt svarta vid spetsen. Den allmänt ljusare undersidan är täckt av hår med grå basis och ljusbrun eller ljusgrå spets. Typisk är en rödaktig ring kring varje öga. Svansen avsmalnar fram mot spetsen och på den förekommer styva svartaktiga hår. Nära bålen finns även flera bruna hår på svansen. Honan har fyra par spenar ungefär jämnt fördelade på undersidan. Flera individer tappar delar av svansen under livets gång.

## Ekologi
Juscelinomys huanchacae äter främst myror och larver från andra insekter som kompletteras med några växtdelar. Dräktiga honor och honor med aktiva spenar dokumenterades i oktober som är slutet av den torra perioden eller början av regntiden. En kull har upp till tre ungar.
Individerna går på marken och de gräver inga jordhålor. Trots allt fick hela släktet det engelska trivialnamnet "burrowing mice". Klorna skulle däremot vara lämpliga för att gräva.

## Status
Populationen varierar mycket. Under en 12 år lång studie hittades under tre år inga exemplar alls. Sedan registrerades ett fåtal individer och sedan var arten över två år åter försvunnen. Efteråt var gnagaren vanligt förekommande. IUCN kategoriserar arten globalt som otillräckligt studerad.